# Azuré de la sarriette
Pseudophilotes baton
Espèce
Statut de conservation UICN

 LC  : Préoccupation mineure
L’Azuré de la sarriette ou Azuré du thym (Pseudophilotes baton) est une espèce de lépidoptères (papillons) de la famille des Lycaenidae, de la sous-famille des Polyommatinae et du genre Pseudophilotes.

## Dénominations
Pseudophilotes baton (Johann Andreas Benignus Bergsträsser, 1779)
Synonyme : Papilio baton (Bergsträsser, 1779).

### Noms vernaculaires
L’Azuré de la sarriette ou Azuré du thym se nomme en anglais Baton Blue, en allemand Graublaue Bläuling et en espagnol Modraszek baton.

### Sous-espèces
- Pseudophilotes baton baton présent en Europe du Sud et du centre et Sibérie.
- Pseudophilotes baton jacuticus Korshunov et Viidalep, 1980, présent en Yakoutie[1].

## Description
C'est un petit papillon qui présente un dimorphisme sexuel : le dessus du mâle est bleu avec des nervures et une fine bordure foncée et une frange en damiers blancs. La femelle a un dessus beaucoup plus foncé, gris bleu ardoise.
Le revers est beige (plus foncé chez la femelle) un peu suffusé de bleu et orné de lignes de petits points noirs. L'aile postérieure présente de plus une ligne submarginale de points orange.

### Espèce proche
Les autres Pseudophilotes n'ont pas la même aire de répartition.

## Biologie

### Période de vol et hivernation
Il vole en deux générations, d'avril à septembre mais en une seule quand il réside en altitude.
Les chenilles sont soignées par les fourmis Lasius alienus et Myrmica scabrinodis.
Il hiverne au stade nymphal.

### Plantes hôtes
Ses plantes hôtes sont divers Thymus et Lavendula dont Thymus vulgaris, Thymus serpyllum, Lavandula latifolia, Satureja montana, Mentha suaveolens.

## Écologie et distribution
Il est présent dans deux isolats, l'un dans le sud et le centre de l'Europe, l'autre en Sibérie.
L’Azuré de la sarriette est présent dans une majorité des départements de France métropolitaine, excepté dans le Nord, la Normandie et quelques départements comme l'Alsace et les Landes.

### Biotope
Son habitat est constitué de rocailles fleuries jusqu'à 2 100 m d'altitude.

### Protection
L'Azuré de la sarriette est protégé dans la région Île-de-France par l'arrêté du 22 juillet 1993.